# سیارک ۱۴۹۶۶
سیارک ۱۴۹۶۶ (به انگلیسی: 14966 Jurijvega، نامگذاری:1997OU2) چهارده هزار و نهصد و شصت و ششمین سیارک کشف شده‌است که در ۳۰ ژوئیه ۱۹۹۷ کشف شد.
قدر مطلق سیارک برابر ۱۵٫۳۰ است.